# Convocazioni per il campionato mondiale di calcio 1958
Elenco dei giocatori convocati da ciascuna Nazionale partecipante ai Mondiali di calcio 1958.
L'età dei giocatori riportata è relativa al 6 giugno 1958, data di inizio della manifestazione.

## Gruppo 1

### Germania Ovest
Commissario tecnico: Sepp Herberger
| N. | Pos. | Giocatore               | Data nascita (età)         | Pres. | Squadra            |
| -- | ---- | ----------------------- | -------------------------- | ----- | ------------------ |
| 1  | P    | Fritz Herkenrath        | 9 settembre 1928 (29 anni) | -     | Rot-Weiss Essen    |
| 2  | D    | Herbert Erhardt         | 6 luglio 1930 (27 anni)    | -     | SpVgg Furth        |
| 3  | D    | Erich Juskowiak         | 7 settembre 1926 (31 anni) | -     | Fortuna Düsseldorf |
| 4  | D    | Horst Eckel             | 8 febbraio 1932 (26 anni)  | -     | Kaiserslautern     |
| 5  | D    | Heinz Wewers            | 27 luglio 1927 (30 anni)   | -     | Rot-Weiss Essen    |
| 6  | C    | Horst Szymaniak         | 29 agosto 1934 (23 anni)   | -     | SV Wuppertal       |
| 7  | D    | Georg Stollenwerk       | 19 dicembre 1930 (27 anni) | -     | Colonia            |
| 8  | C    | Helmut Rahn             | 16 agosto 1929 (28 anni)   | -     | Rot-Weiss Essen    |
| 9  | C    | Fritz Walter            | 31 ottobre 1920 (37 anni)  | -     | Kaiserslautern     |
| 10 | A    | Aki Schmidt             | 5 settembre 1935 (22 anni) | -     | Borussia Dortmund  |
| 11 | A    | Hans Schäfer            | 19 ottobre 1927 (30 anni)  | -     | Colonia            |
| 12 | A    | Uwe Seeler              | 5 novembre 1936 (21 anni)  | -     | Amburgo            |
| 13 | A    | Bernhard Klodt          | 26 ottobre 1926 (31 anni)  | -     | Schalke 04         |
| 14 | A    | Hans Cieslarczyk        | 3 maggio 1937 (21 anni)    | -     | SV Sodingen        |
| 15 | A    | Alfred Kelbassa         | 21 aprile 1925 (33 anni)   | -     | Borussia Dortmund  |
| 16 | A    | Hans Sturm              | 3 settembre 1935 (22 anni) | -     | Colonia            |
| 17 | D    | Karl-Heinz Schnellinger | 31 marzo 1939 (19 anni)    | -     | Düren 99           |
| 18 | C    | Rudi Hoffmann           | 11 febbraio 1935 (23 anni) | -     | Stoccarda          |
| 19 | C    | Wolfgang Peters         | 8 gennaio 1929 (29 anni)   | -     | Borussia Dortmund  |
| 20 | D    | Hermann Nuber           | 10 ottobre 1935 (22 anni)  | -     | Kickers Offenbach  |
| 21 | P    | Günter Sawitzki         | 22 novembre 1932 (25 anni) | -     | Stoccarda          |
| 22 | P    | Heinz Kwiatkowski       | 16 luglio 1926 (31 anni)   | -     | Borussia Dortmund  |

### Irlanda del Nord
Commissario tecnico: Peter Doherty
| N. | Pos. | Giocatore          | Data nascita (età)         | Pres. | Squadra           |
| -- | ---- | ------------------ | -------------------------- | ----- | ----------------- |
| 1  | P    | Harry Gregg        | 25 ottobre 1932 (25 anni)  | -     | Manchester Utd    |
| 2  | D    | Willie Cunningham  | 20 febbraio 1930 (28 anni) | -     | Leicester City    |
| 3  | D    | Alf McMichael      | 1º ottobre 1927 (30 anni)  | -     | Newcastle Utd     |
| 4  | C    | Danny Blanchflower | 3 dicembre 1928 (29 anni)  | -     | Tottenham         |
| 5  | D    | Dick Keith         | 15 maggio 1933 (25 anni)   | -     | Newcastle Utd     |
| 6  | C    | Bertie Peacock     | 8 dicembre 1937 (20 anni)  | -     | Celtic            |
| 7  | A    | Billy Bingham      | 5 agosto 1931 (26 anni)    | -     | Sunderland        |
| 8  | A    | Wilbur Cush        | 10 giugno 1928 (29 anni)   | -     | Leeds United      |
| 9  | A    | Billy Simpson      | 12 dicembre 1929 (28 anni) | -     | Rangers           |
| 10 | A    | Jimmy McIlroy      | 25 ottobre 1931 (26 anni)  | -     | Burnley           |
| 11 | A    | Peter McParland    | 24 aprile 1934 (24 anni)   | -     | Aston Villa       |
| 12 | P    | Norman Uprichard   | 20 aprile 1928 (30 anni)   | -     | Portsmouth        |
| 13 | A    | Tommy Casey        | 11 marzo 1930 (28 anni)    | -     | Newcastle Utd     |
| 14 | A    | Johnny Scott       | 22 dicembre 1933 (24 anni) | -     | Grimsby Town      |
| 15 | A    | Sammy McCrory      | 11 ottobre 1924 (33 anni)  | -     | Southend United   |
| 16 | A    | Derek Dougan       | 20 gennaio 1938 (20 anni)  | -     | Portsmouth        |
| 17 | A    | Fay Coyle          | 1º aprile 1924 (34 anni)   | -     | Nottingham Forest |
| 18 | P    | Bobby Rea          | 28 novembre 1934 (23 anni) | -     | Glentoran         |
| 19 | D    | Len Graham         | 17 ottobre 1925 (32 anni)  | -     | Doncaster Rovers  |
| 20 | C    | Sammy Chapman      | 16 febbraio 1938 (20 anni) | -     | Mansfield Town    |
| 21 | D    | Tommy Hamill       |                            | -     | Linfield          |
| 22 | A    | Bobby Trainor      | 25 aprile 1934 (24 anni)   | -     | Coleraine         |

### Cecoslovacchia
Commissario tecnico: Karel Kolský
| N. | Pos. | Giocatore          | Data nascita (età)          | Pres. | Squadra                |
| -- | ---- | ------------------ | --------------------------- | ----- | ---------------------- |
| 1  | P    | Imrich Stacho      | 4 novembre 1931 (26 anni)   | -     | Spartak Trnava         |
| 2  | D    | Gustáv Mráz        | 11 settembre 1934 (23 anni) | -     | CH Bratislava          |
| 3  | C    | Jiří Čadek         | 7 dicembre 1935 (22 anni)   | -     | Dukla Praga            |
| 4  | D    | Ladislav Novák     | 5 dicembre 1930 (27 anni)   | -     | Dukla Praga            |
| 5  | C    | Josef Masopust     | 9 febbraio 1931 (27 anni)   | -     | Dukla Praga            |
| 6  | D    | Svatopluk Pluskal  | 28 ottobre 1930 (27 anni)   | -     | Dukla Praga            |
| 7  | A    | Kazimír Gajdoš     | 28 marzo 1934 (24 anni)     | -     | CH Bratislava          |
| 8  | A    | Milan Dvořák       | 19 novembre 1934 (23 anni)  | -     | Dukla Praga            |
| 9  | A    | Pavol Molnár       | 13 febbraio 1936 (22 anni)  | -     | CH Bratislava          |
| 10 | A    | Jaroslav Borovička | 26 gennaio 1931 (27 anni)   | -     | Dukla Praga            |
| 11 | A    | Tadeusz Kraus      | 22 ottobre 1932 (25 anni)   | -     | Spartak Praga Sokolovo |
| 12 | A    | Zdeněk Zikán       | 10 novembre 1937 (20 anni)  | -     | Dukla Pardubice        |
| 13 | A    | Václav Hovorka     | 19 settembre 1931 (26 anni) | -     | Dynamo Praga           |
| 14 | A    | Jiří Feureisl      | 3 ottobre 1931 (26 anni)    | -     | Slavia Karlovy Vary    |
| 15 | A    | Jan Hertl          | 23 gennaio 1929 (29 anni)   | -     | Spartak Praga Sokolovo |
| 16 | D    | Ján Popluhár       | 12 settembre 1935 (22 anni) | -     | Slovan Bratislava      |
| 17 | D    | Titus Buberník     | 12 ottobre 1933 (24 anni)   | -     | CH Bratislava          |
| 18 | C    | Adolf Scherer      | 5 maggio 1938 (20 anni)     | -     | CH Bratislava          |
| 19 | P    | Břetislav Dolejší  | 26 settembre 1928 (29 anni) | -     | Dynamo Praga           |
| 20 | C    | Anton Moravčík     | 3 giugno 1931 (27 anni)     | -     | Slovan Bratislava      |
| 21 | D    | František Šafránek | 2 gennaio 1931 (27 anni)    | -     | Dukla Praga            |
| 22 | P    | Viliam Schrojf     | 2 agosto 1931 (26 anni)     | -     | Slovan Bratislava      |

### Argentina
Commissario tecnico: Guillermo Stábile
| N. | Pos. | Giocatore               | Data nascita (età)          | Pres. | Squadra                 |
| -- | ---- | ----------------------- | --------------------------- | ----- | ----------------------- |
| 1  | P    | Amadeo Carrizo          | 12 maggio 1926 (32 anni)    | -     | River Plate             |
| 2  | C    | Pedro Dellacha          | 9 luglio 1926 (31 anni)     | -     | Racing Club             |
| 3  | D    | Federico Vairo          | 27 gennaio 1931 (27 anni)   | -     | River Plate             |
| 4  | D    | Juan Francisco Lombardo | 11 giugno 1925 (32 anni)    | -     | Boca Juniors            |
| 5  | D    | Néstor Rossi            | 10 maggio 1925 (33 anni)    | -     | River Plate             |
| 6  | C    | José Varacka            | 27 maggio 1932 (26 anni)    | -     | Independiente           |
| 7  | A    | Omar Oreste Corbatta    | 11 marzo 1936 (22 anni)     | -     | Racing Club             |
| 8  | A    | Eliseo Prado            | 17 settembre 1929 (28 anni) | -     | River Plate             |
| 9  | A    | Norberto Menéndez       | 14 dicembre 1936 (21 anni)  | -     | River Plate             |
| 10 | A    | Alfredo Rojas           | 20 febbraio 1937 (21 anni)  | -     | Lanús                   |
| 11 | A    | Ángel Labruna           | 28 settembre 1918 (39 anni) | -     | River Plate             |
| 12 | P    | Julio Musimessi         | 9 luglio 1923 (34 anni)     | -     | Boca Juniors            |
| 13 | D    | Alfredo Pérez           | 10 aprile 1929 (29 anni)    | -     | River Plate             |
| 14 | D    | Federico Edwards        | 25 gennaio 1931 (27 anni)   | -     | Boca Juniors            |
| 15 | D    | David Acevedo           | 20 febbraio 1937 (21 anni)  | -     | Independiente           |
| 16 | C    | Eliseo Mouriño          | 3 giugno 1927 (31 anni)     | -     | Boca Juniors            |
| 17 | D    | José Ramos Delgado      | 25 agosto 1935 (22 anni)    | -     | Lanús                   |
| 18 | A    | Norberto Boggio         | 11 agosto 1931 (26 anni)    | -     | San Lorenzo de Almagro  |
| 19 | A    | Ludovico Avio           | 6 ottobre 1932 (25 anni)    | -     | Vélez Sarsfield         |
| 20 | A    | Ricardo Infante         | 21 giugno 1924 (33 anni)    | -     | Estudiantes de La Plata |
| 21 | A    | José Sanfilippo         | 4 maggio 1935 (23 anni)     | -     | San Lorenzo de Almagro  |
| 22 | A    | Osvaldo Cruz            | 29 maggio 1931 (27 anni)    | -     | Independiente           |

## Gruppo 2

### Francia
Commissario tecnico: Albert Batteux
| N. | Pos. | Giocatore           | Data nascita (età)          | Pres. | Squadra             |
| -- | ---- | ------------------- | --------------------------- | ----- | ------------------- |
| 1  | P    | Claude Abbes        | 24 maggio 1927 (31 anni)    | -     | Saint-Ètienne       |
| 2  | P    | Dominique Colonna   | 4 settembre 1928 (29 anni)  | -     | Stade de Reims      |
| 3  | P    | François Remetter   | 8 agosto 1928 (29 anni)     | -     | Bordeaux            |
| 4  | D    | Raymond Kaelbel     | 31 gennaio 1932 (26 anni)   | -     | Monaco              |
| 5  | D    | André Lerond        | 6 dicembre 1930 (27 anni)   | -     | Olympique Lione     |
| 6  | D    | Roger Marche        | 5 marzo 1924 (34 anni)      | -     | RC Paris            |
| 7  | D    | Robert Mounyet      | 25 marzo 1930 (28 anni)     | -     | Olympique Lione     |
| 8  | C    | Bernard Chiarelli   | 24 febbraio 1934 (24 anni)  | -     | Valenciennes        |
| 9  | C    | Kazimir Hnatow      | 9 novembre 1929 (28 anni)   | -     | Angers              |
| 10 | C    | Robert Jonquet      | 3 maggio 1925 (33 anni)     | -     | Stade de Reims      |
| 11 | C    | Maurice Lafont      | 13 settembre 1927 (30 anni) | -     | Nimes               |
| 12 | C    | Jean-Jacques Marcel | 13 giugno 1931 (26 anni)    | -     | Olympique Marsiglia |
| 13 | D    | Armand Penverne     | 26 novembre 1926 (31 anni)  | -     | Stade de Reims      |
| 14 | C    | Raymond Bellot      | 9 giugno 1929 (28 anni)     | -     | Monaco              |
| 15 | A    | Stéphane Bruey      | 11 dicembre 1932 (25 anni)  | -     | Angers              |
| 16 | A    | Yvon Douis          | 16 maggio 1935 (23 anni)    | -     | Lilla               |
| 17 | A    | Just Fontaine       | 18 luglio 1933 (24 anni)    | -     | Stade de Reims      |
| 18 | A    | Raymond Kopa        | 13 ottobre 1931 (26 anni)   | -     | Real Madrid         |
| 19 | C    | Célestin Oliver     | 12 luglio 1930 (27 anni)    | -     | Sedan               |
| 20 | A    | Roger Piantoni      | 26 dicembre 1931 (26 anni)  | -     | Stade de Reims      |
| 21 | A    | Jean Vincent        | 29 novembre 1930 (27 anni)  | -     | Stade de Reims      |
| 22 | A    | Maryan Wisnieski    | 1º febbraio 1937 (21 anni)  | -     | Lens                |

### Jugoslavia
Commissario tecnico: Aleksandar Tirnanić
| N. | Pos. | Giocatore            | Data nascita (età)        | Pres. | Squadra              |
| -- | ---- | -------------------- | ------------------------- | ----- | -------------------- |
| 1  | P    | Vladimir Beara       | 2 novembre 1928 (29 anni) | -     | Stella Rossa         |
| 2  | P    | Srboljub Krivokuća   | 14 marzo 1928 (30 anni)   | -     | Stella Rossa         |
| 3  | D    | Vasilije Šijaković   | 2 agosto 1929 (28 anni)   | -     | OFK Belgrado         |
| 4  | D    | Tomislav Crnković    | 17 giugno 1929 (28 anni)  | -     | Dinamo Zagabria      |
| 5  | D    | Novak Tomić          | 7 gennaio 1936 (22 anni)  | -     | Stella Rossa         |
| 6  | C    | Branko Zebec         | 17 maggio 1929 (29 anni)  | -     | Partizan             |
| 7  | A    | Miloš Milutinović    | 5 febbraio 1933 (25 anni) | -     | Partizan             |
| 8  | D    | Dobrosav Krstić      | 5 febbraio 1932 (26 anni) | -     | Vojvodina Novi Sad   |
| 9  | C    | Vujadin Boškov       | 16 maggio 1931 (27 anni)  | -     | Vojvodina Novi Sad   |
| 10 | C    | Ivan Šantek          | 23 aprile 1932 (26 anni)  | -     | Dinamo Zagabria      |
| 11 | C    | Vladimir Popović     | 17 marzo 1935 (23 anni)   | -     | Stella Rossa         |
| 12 | A    | Aleksandar Petaković | 6 agosto 1932 (25 anni)   | -     | Radnicki Belgrado    |
| 13 | A    | Todor Veselinović    | 22 ottobre 1930 (27 anni) | -     | Vojvodina Novi Sad   |
| 14 | A    | Milorad Milutinović  | 10 marzo 1935 (23 anni)   | -     | Partizan             |
| 15 | A    | Dragoslav Šekularac  | 8 novembre 1937 (20 anni) | -     | Stella Rossa         |
| 16 | A    | Ilijas Pašić         | 10 maggio 1934 (24 anni)  | -     | Zeljeznicar Sarajevo |
| 17 | A    | Zdravko Rajkov       | 5 dicembre 1927 (30 anni) | -     | Vojvodina Novi Sad   |
| 18 | A    | Luka Lipošinović     | 12 maggio 1932 (26 anni)  | -     | Dinamo Zagabria      |
| 19 | A    | Radivoje Ognjanović  | 1º luglio 1933 (24 anni)  | -     | Radnicki Belgrado    |
| 20 | P    | Gordan Irović        | 2 luglio 1934 (23 anni)   | -     | Dinamo Zagabria      |
| 21 | D    | Nikola Radović       | 20 ottobre 1932 (25 anni) | -     | Stella Rossa         |
| 22 | A    | Dražan Jerković      | 6 agosto 1936 (21 anni)   | -     | Dinamo Zagabria      |

### Paraguay
Commissario tecnico: Aurelio Ramón González
| N. | Pos. | Giocatore            | Data nascita (età)          | Pres. | Squadra             |
| -- | ---- | -------------------- | --------------------------- | ----- | ------------------- |
| 1  | P    | Ramón Mayeregger     | 26 febbraio 1934 (24 anni)  | -     | Club Nacional       |
| 2  | D    | Edelmiro Arévalo     | 7 gennaio 1929 (29 anni)    | -     | Olimpia Asunción    |
| 3  | C    | Juan Vicente Lezcano | 5 aprile 1937 (21 anni)     | -     | Olimpia Asunción    |
| 4  | D    | Ignacio Achucarro    | 31 luglio 1936 (21 anni)    | -     | Olimpia Asunción    |
| 5  | C    | Salvador Villalba    | 29 agosto 1924 (33 anni)    | -     | Club Libertad       |
| 6  | D    | Eligio Echagüe       | 31 dicembre 1938 (19 anni)  | -     | Olimpia Asunción    |
| 7  | A    | Juan Agüero          | 24 giugno 1935 (22 anni)    | -     | Olimpia Asunción    |
| 8  | A    | José Parodi          | 30 agosto 1932 (25 anni)    | -     | Olimpia Asunción    |
| 9  | A    | Jorge Lino Romero    | 23 settembre 1937 (20 anni) | -     | Club Sol de América |
| 10 | A    | Óscar Aguilera       | 11 marzo 1935 (23 anni)     | -     | Olimpia Asunción    |
| 11 | A    | Florencio Amarilla   | 3 gennaio 1935 (23 anni)    | -     | Club Nacional       |
| 12 | P    | Samuel Aguilar       | 16 marzo 1933 (25 anni)     | -     | Club Libertad       |
| 13 | D    | Luis Gini            | 31 ottobre 1935 (22 anni)   | -     | Club Sol de América |
| 14 | D    | Darío Segovia        | 18 marzo 1932 (26 anni)     | -     | Club Sol de América |
| 15 | C    | Luis Santos Silva    |                             | -     | Cerro Porteño       |
| 16 | A    | Claudio Lezcano      |                             | -     | Olimpia Asunción    |
| 17 | D    | Agustín Miranda      | 1930 (27-28 anni)           | -     | Cerro Porteño       |
| 18 | A    | Gilberto Penayo      | 3 aprile 1933 (25 anni)     | -     | Olimpia Asunción    |
| 19 | A    | Eliseo Insfrán       | 27 ottobre 1935 (22 anni)   | -     | Club Guaraní        |
| 20 | A    | José Aveiro          | 18 luglio 1936 (21 anni)    | -     | Sportivo Luqueño    |
| 21 | A    | Cayetano Ré          | 7 febbraio 1938 (20 anni)   | -     | Cerro Porteño       |
| 22 | A    | Eligio Insfrán       | 27 ottobre 1935 (22 anni)   | -     | Club Guaraní        |

### Scozia
Commissario tecnico: Dawson Walker
| N. | Pos. | Giocatore        | Data nascita (età)          | Pres. | Squadra             |
| -- | ---- | ---------------- | --------------------------- | ----- | ------------------- |
| 1  | P    | Tommy Younger    | 10 aprile 1930 (28 anni)    | 22    | Liverpool           |
| 2  | P    | Bill Brown       | 8 ottobre 1931 (26 anni)    | 0     | Dundee              |
| 3  | D    | Alex Parker      | 2 agosto 1935 (22 anni)     | 14    | Everton             |
| 4  | D    | Eric Caldow      | 14 maggio 1934 (24 anni)    | 10    | Rangers             |
| 5  | D    | John Hewie       | 13 dicembre 1927 (30 anni)  | 12    | Charlton Athletic   |
| 6  | D    | Harry Haddock    | 26 luglio 1925 (32 anni)    | 6     | Clyde               |
| 7  | D    | Ian McColl       | 7 giugno 1927 (31 anni)     | 14    | Rangers             |
| 8  | D    | Eddie Turnbull   | 12 aprile 1923 (35 anni)    | 5     | Hibernian           |
| 9  | D    | Bobby Evans      | 16 luglio 1927 (30 anni)    | 34    | Celtic              |
| 10 | D    | Tommy Docherty   | 24 agosto 1928 (29 anni)    | 22    | Preston North End   |
| 11 | C    | Dave Mackay      | 14 novembre 1934 (23 anni)  | 1     | Heart of Midlothian |
| 12 | C    | Doug Cowie       | 1º maggio 1926 (32 anni)    | 18    | Dundee              |
| 13 | A    | Sammy Baird      | 13 maggio 1930 (28 anni)    | 6     | Rangers             |
| 14 | A    | Graham Leggat    | 20 giugno 1934 (23 anni)    | 5     | Aberdeen            |
| 15 | A    | Alexander Scott  | 22 novembre 1937 (20 anni)  | 5     | Rangers             |
| 16 | A    | Jimmy Murray     | 4 febbraio 1933 (25 anni)   | 3     | Heart of Midlothian |
| 17 | A    | Jackie Mudie     | 10 aprile 1930 (28 anni)    | 14    | Blackpool           |
| 18 | A    | John Coyle       | 28 settembre 1932 (25 anni) | 0     | Clyde               |
| 19 | A    | Bobby Collins    | 16 febbraio 1931 (27 anni)  | 19    | Celtic              |
| 20 | A    | Archie Robertson | 15 settembre 1929 (28 anni) | 4     | Clyde               |
| 21 | A    | Stewart Imlach   | 6 gennaio 1932 (26 anni)    | 2     | Nottingham Forest   |
| 22 | A    | Willie Fernie    | 22 novembre 1928 (29 anni)  | 11    | Celtic              |

## Gruppo 3

### Svezia
Commissario tecnico:  George Raynor
| N. | Pos. | Giocatore          | Data nascita (età)         | Pres. | Squadra     |
| -- | ---- | ------------------ | -------------------------- | ----- | ----------- |
| 1  | P    | Kalle Svensson     | 11 novembre 1925 (32 anni) | -     | Helsingborg |
| 2  | D    | Orvar Bergmark     | 16 novembre 1930 (27 anni) | -     | Örebro      |
| 3  | D    | Sven Axbom         | 15 ottobre 1926 (31 anni)  | -     | Norrköping  |
| 4  | C    | Nils Liedholm      | 8 ottobre 1922 (35 anni)   | -     | Milan       |
| 5  | D    | Åke Johansson      | 19 marzo 1928 (30 anni)    | -     | Norrköping  |
| 6  | C    | Sigge Parling      | 26 marzo 1930 (28 anni)    | -     | Djurgården  |
| 7  | A    | Kurt Hamrin        | 19 novembre 1934 (23 anni) | -     | Padova      |
| 8  | A    | Gunnar Gren        | 31 ottobre 1920 (37 anni)  | -     | Örgryte     |
| 9  | A    | Agne Simonsson     | 19 ottobre 1935 (22 anni)  | -     | Örgryte     |
| 10 | A    | Arne Selmosson     | 29 marzo 1931 (27 anni)    | -     | Lazio       |
| 11 | A    | Lennart Skoglund   | 24 dicembre 1929 (28 anni) | -     | Inter       |
| 12 | P    | Tore Svensson      | 6 dicembre 1927 (30 anni)  | -     | Malmö FF    |
| 13 | D    | Prawitz Öberg      | 16 novembre 1930 (27 anni) | -     | Malmö FF    |
| 14 | C    | Bengt Gustavsson   | 15 gennaio 1928 (30 anni)  | -     | Atalanta    |
| 15 | C    | Reino Börjesson    | 4 febbraio 1929 (29 anni)  | -     | Norrby      |
| 16 | P    | Ingemar Haraldsson | 3 febbraio 1928 (30 anni)  | -     | Elfsborg    |
| 17 | C    | Olle Håkansson     | 22 febbraio 1927 (31 anni) | -     | Norrköping  |
| 18 | A    | Gösta Löfgren      | 29 agosto 1923 (34 anni)   | -     | Motala      |
| 19 | A    | Henry Källgren     | 13 marzo 1931 (27 anni)    | -     | Norrköping  |
| 20 | A    | Bror Mellberg      | 9 dicembre 1923 (34 anni)  | -     | AIK         |
| 21 | A    | Bengt Berndtsson   | 26 gennaio 1933 (25 anni)  | -     | Göteborg    |
| 22 | A    | Ove Olsson         | 19 agosto 1938 (19 anni)   | -     | Göteborg    |

### Galles
Commissario tecnico: Jimmy Murphy
| N. | Pos. | Giocatore           | Data nascita (età)          | Pres. | Squadra              |
| -- | ---- | ------------------- | --------------------------- | ----- | -------------------- |
| 1  | P    | Jack Kelsey         | 19 novembre 1929 (28 anni)  | -     | Arsenal              |
| 2  | D    | Stuart Williams     | 31 dicembre 1936 (21 anni)  | -     | West Bromwich Albion |
| 3  | D    | Mel Hopkins         | 7 novembre 1934 (23 anni)   | -     | Tottenham            |
| 4  | D    | Derek Sullivan      | 10 agosto 1930 (27 anni)    | -     | Cardiff City         |
| 5  | C    | Mel Charles         | 14 maggio 1935 (23 anni)    | -     | Swansea Town         |
| 6  | C    | Dave Bowen          | 7 giugno 1928 (30 anni)     | -     | Arsenal              |
| 7  | A    | Terry Medwin        | 25 settembre 1932 (25 anni) | -     | Tottenham            |
| 8  | A    | Ron Hewitt          | 21 giugno 1928 (29 anni)    | -     | Cardiff City         |
| 9  | A    | John Charles        | 13 aprile 1930 (28 anni)    | -     | Juventus             |
| 10 | A    | Ivor Allchurch      | 16 ottobre 1929 (28 anni)   | -     | Swansea Town         |
| 11 | A    | Cliff Jones         | 7 febbraio 1935 (23 anni)   | -     | Swansea Town         |
| 12 | P    | Ken Jones           | 2 gennaio 1936 (22 anni)    | -     | Cardiff City         |
| 13 | P    | Graham Vearncombe   | 28 marzo 1934 (24 anni)     | -     | Cardiff City         |
| 14 | D    | Trevor Edwards      | 24 gennaio 1937 (21 anni)   | -     | Charlton Athletic    |
| 15 | D    | Colin Baker         | 18 dicembre 1934 (23 anni)  | -     | Cardiff City         |
| 16 | C    | Vic Crowe           | 30 gennaio 1932 (26 anni)   | -     | Aston Villa          |
| 17 | A    | Ken Leek            | 26 luglio 1935 (22 anni)    | -     | Leicester City       |
| 18 | A    | Roy Vernon          | 14 aprile 1937 (21 anni)    | -     | Blackburn Rovers     |
| 19 | A    | Colin Webster       | 17 luglio 1932 (25 anni)    | -     | Manchester Utd       |
| 20 | C    | John Elsworthy      | 26 luglio 1931 (26 anni)    | -     | Ipswich Town         |
| 21 | C    | Len Allchurch       | 12 settembre 1933 (24 anni) | -     | Swansea Town         |
| 22 | C    | Thomas George Baker | 6 aprile 1934 (24 anni)     | -     | Plymouth Argyle      |

### Ungheria
Commissario tecnico: Lajos Baróti
| N. | Pos. | Giocatore           | Data nascita (età)          | Pres. | Squadra               |
| -- | ---- | ------------------- | --------------------------- | ----- | --------------------- |
| 1  | P    | Gyula Grosics       | 4 febbraio 1926 (32 anni)   | -     | Tatabányai Bányász SE |
| 2  | D    | Sándor Mátrai       | 20 novembre 1932 (25 anni)  | -     | Ferencvárosi TC       |
| 3  | D    | Ferenc Sipos        | 13 dicembre 1932 (25 anni)  | -     | MTK Hungária          |
| 4  | D    | László Sárosi       | 27 febbraio 1932 (26 anni)  | -     | Vasas SC              |
| 5  | D    | József Bozsik       | 28 novembre 1925 (32 anni)  | -     | Budapest Honvéd       |
| 6  | C    | Pál Berendi         | 30 novembre 1931 (26 anni)  | -     | Vasas SC              |
| 7  | C    | László Budai        | 19 luglio 1928 (29 anni)    | -     | Budapest Honvéd       |
| 8  | C    | Lajos Tichy         | 24 marzo 1935 (23 anni)     | -     | Budapest Honvéd       |
| 9  | A    | Nándor Hidegkuti    | 3 marzo 1922 (36 anni)      | -     | MTK Hungária          |
| 10 | A    | Dezső Bundzsák      | 3 maggio 1928 (30 anni)     | -     | Vasas SC              |
| 11 | A    | Károly Sándor       | 29 novembre 1928 (29 anni)  | -     | MTK Hungária          |
| 12 | D    | Béla Kárpáti        | 30 settembre 1929 (28 anni) | -     | Vasas SC              |
| 13 | D    | Oszkár Szigeti      | 10 settembre 1933 (24 anni) | -     | Diósgyori VTK         |
| 14 | A    | Ferenc Szojka       | 7 aprile 1931 (27 anni)     | -     | Salgótarjáni BTC      |
| 15 | C    | Antal Kotász        | 1º settembre 1929 (28 anni) | -     | Budapest Honvéd       |
| 16 | A    | László Lachos       | 17 gennaio 1933 (25 anni)   | -     | Tatabányai Bányász SE |
| 17 | A    | Mihály Vasas        | 14 settembre 1933 (24 anni) | -     | Salgótarjáni BTC      |
| 18 | A    | Tivadar Monostori   | 24 agosto 1936 (21 anni)    | -     | Dorogi Bányász        |
| 19 | A    | Zoltán Friedmanszky | 22 ottobre 1934 (23 anni)   | -     | Ferencvárosi TC       |
| 20 | A    | József Bencsics     | 6 agosto 1933 (24 anni)     | -     | Újpesti Dózsa         |
| 21 | A    | Máté Fenyvesi       | 20 settembre 1933 (24 anni) | -     | Ferencvárosi TC       |
| 22 | P    | István Ilku         | 6 marzo 1933 (25 anni)      | -     | Dorogi Bányász        |

### Messico
Commissario tecnico:  Antonio López Herranz
| N. | Pos. | Giocatore                   | Data nascita (età)          | Pres. | Squadra               |
| -- | ---- | --------------------------- | --------------------------- | ----- | --------------------- |
| 1  | P    | Antonio Carbajal            | 7 giugno 1929 (29 anni)     | -     | Club León             |
| 2  | D    | Jesús del Muro              | 30 novembre 1937 (20 anni)  | -     | CF Atlas              |
| 3  | C    | Jorge Romo                  | 20 aprile 1934 (24 anni)    | -     | Club Toluca           |
| 4  | D    | José Villegas               | 20 giugno 1934 (23 anni)    | -     | Chivas de Guadalajara |
| 5  | D    | Alfonso Portugal            | 21 gennaio 1934 (24 anni)   | -     | Necaxa                |
| 6  | C    | Francisco Flores Cordoba    | 12 febbraio 1926 (32 anni)  | -     | Chivas de Guadalajara |
| 7  | C    | Alfredo Hernández           | 18 giugno 1935 (22 anni)    | -     | Club León             |
| 8  | A    | Salvador Reyes              | 20 settembre 1936 (21 anni) | -     | Chivas de Guadalajara |
| 9  | A    | Carlos Calderón de la Barca | 2 ottobre 1934 (23 anni)    | -     | CF Atlante            |
| 10 | A    | Crescencio Gutiérrez        | 26 ottobre 1933 (24 anni)   | -     | Club León             |
| 11 | A    | Enrique Sesma               | 22 aprile 1927 (31 anni)    | -     | Club Toluca           |
| 12 | P    | Manuel Camacho              | 6 aprile 1929 (29 anni)     | -     | Club Toluca           |
| 13 | P    | Jaime Gómez                 | 29 dicembre 1929 (28 anni)  | -     | Chivas de Guadalajara |
| 14 | A    | Miguel Gutiérrez            | 7 maggio 1931 (27 anni)     | -     | CF Atlas              |
| 15 | C    | Guillermo Sepúlveda         | 28 febbraio 1934 (24 anni)  | -     | Chivas de Guadalajara |
| 16 | D    | José Roca                   | 24 maggio 1928 (30 anni)    | -     | CD Zacatapec          |
| 17 | D    | Raúl Cárdenas               | 30 ottobre 1928 (29 anni)   | -     | CD Zacatapec          |
| 18 | C    | Jaime Salazar               | 6 febbraio 1931 (27 anni)   | -     | Necaxa                |
| 19 | D    | Jaime Belmonte              | 8 ottobre 1934 (23 anni)    | -     | CD Cuautla            |
| 20 | A    | Carlos Blanco               | 5 marzo 1928 (30 anni)      | -     | Club Toluca           |
| 21 | A    | Ligorio López               | 18 agosto 1928 (29 anni)    | -     | Club Irapuato         |
| 22 | A    | Carlos González Cabrera     | 12 aprile 1935 (23 anni)    | -     | CF Atlas              |

## Gruppo 4

### Brasile
Commissario tecnico: Vicente Feola
| N. | Pos. | Giocatore     | Data nascita (età)          | Pres. | Squadra       |
| -- | ---- | ------------- | --------------------------- | ----- | ------------- |
| 1  | P    | Castilho      | 27 novembre 1927 (30 anni)  | -     | Fluminense    |
| 2  | D    | Bellini       | 7 giugno 1930 (28 anni)     | -     | Vasco da Gama |
| 3  | P    | Gilmar        | 22 agosto 1930 (27 anni)    | -     | Corinthians   |
| 4  | D    | Djalma Santos | 27 febbraio 1929 (29 anni)  | -     | Portuguesa    |
| 5  | D    | Dino Sani     | 23 maggio 1932 (26 anni)    | -     | São Paulo     |
| 6  | A    | Didi          | 8 ottobre 1929 (28 anni)    | -     | Botafogo      |
| 7  | A    | Zagallo       | 9 agosto 1931 (26 anni)     | -     | Flamengo      |
| 8  | D    | Oreco         | 13 giugno 1932 (25 anni)    | -     | Corinthians   |
| 9  | D    | Zózimo        | 19 giugno 1932 (25 anni)    | -     | Bangu         |
| 10 | A    | Pelé          | 23 ottobre 1940 (17 anni)   | -     | Santos        |
| 11 | A    | Garrincha     | 28 ottobre 1933 (24 anni)   | -     | Botafogo      |
| 12 | D    | Nílton Santos | 16 maggio 1927 (31 anni)    | -     | Botafogo      |
| 13 | C    | Moacir        | 18 maggio 1936 (22 anni)    | -     | Flamengo      |
| 14 | D    | De Sordi      | 14 febbraio 1931 (27 anni)  | -     | São Paulo     |
| 15 | D    | Orlando       | 20 settembre 1935 (22 anni) | -     | Vasco da Gama |
| 16 | D    | Mauro         | 30 agosto 1930 (27 anni)    | -     | São Paulo     |
| 17 | A    | Joel          | 11 novembre 1931 (26 anni)  | -     | Flamengo      |
| 18 | A    | José Altafini | 24 luglio 1938 (19 anni)    | -     | Palmeiras     |
| 19 | C    | Zito          | 18 agosto 1932 (25 anni)    | -     | Santos        |
| 20 | A    | Vavá          | 12 novembre 1934 (23 anni)  | -     | Vasco da Gama |
| 21 | A    | Dida          | 26 marzo 1934 (24 anni)     | -     | Flamengo      |
| 22 | A    | Pepe          | 25 febbraio 1935 (23 anni)  | -     | Santos        |

### Unione Sovietica
Commissario tecnico: Gavriil Kačalin
| N. | Pos. | Giocatore             | Data nascita (età)          | Pres. | Squadra          |
| -- | ---- | --------------------- | --------------------------- | ----- | ---------------- |
| 1  | P    | Lev Yashin            | 22 ottobre 1929 (28 anni)   | -     | Dinamo Mosca     |
| 2  | D    | Vladimir Kesarev      | 26 febbraio 1930 (28 anni)  | -     | Dinamo Mosca     |
| 3  | C    | Konstantin Križevskij | 20 febbraio 1926 (32 anni)  | -     | Dinamo Mosca     |
| 4  | D    | Boris Kuznecov        | 14 luglio 1928 (29 anni)    | -     | Dinamo Mosca     |
| 5  | D    | Yuri Voinov           | 29 novembre 1931 (26 anni)  | -     | Dinamo Kiev      |
| 6  | A    | Igor' Netto           | 9 gennaio 1930 (28 anni)    | -     | Spartak Mosca    |
| 7  | A    | German Apukhtin       | 12 giugno 1936 (21 anni)    | -     | CSKA Mosca       |
| 8  | A    | Valentin Ivanov       | 19 novembre 1934 (23 anni)  | -     | Torpedo Mosca    |
| 9  | A    | Nikita Simonyan       | 12 ottobre 1926 (31 anni)   | -     | Spartak Mosca    |
| 10 | A    | Sergei Salnikov       | 13 settembre 1925 (32 anni) | -     | Spartak Mosca    |
| 11 | A    | Anatoli Ilyin         | 27 giugno 1931 (26 anni)    | -     | Spartak Mosca    |
| 12 | P    | Volodymyr Maslačenko  | 5 marzo 1936 (22 anni)      | -     | Lokomotiv Mosca  |
| 13 | P    | Vladimir Beljaev      | 15 settembre 1933 (24 anni) | -     | Dinamo Mosca     |
| 14 | D    | Leonīds Ostrovskis    | 17 gennaio 1936 (22 anni)   | -     | Torpedo Mosca    |
| 15 | D    | Anatoli Maslyonkin    | 26 giugno 1930 (27 anni)    | -     | Spartak Mosca    |
| 16 | C    | Viktor Tsarev         | 2 giugno 1931 (27 anni)     | -     | Dinamo Mosca     |
| 17 | A    | Alexandr Ivanov       | 14 aprile 1928 (30 anni)    | -     | Zenit Leningrado |
| 18 | A    | Valentin Bubukin      | 23 aprile 1933 (25 anni)    | -     | Lokomotiv Mosca  |
| 19 | A    | Gennadi Gusarov       | 11 marzo 1937 (21 anni)     | -     | Torpedo Mosca    |
| 20 | A    | Yuri Falin            | 2 aprile 1937 (21 anni)     | -     | Torpedo Mosca    |
| 21 | A    | Genrich Fedosov       | 6 dicembre 1932 (25 anni)   | -     | Dinamo Mosca     |
| 22 | D    | Vladimir Yerokhin     | 10 aprile 1930 (28 anni)    | -     | Dinamo Kiev      |

### Inghilterra
Commissario tecnico: Walter Winterbottom
| N. | Pos. | Giocatore        | Data nascita (età)          | Pres. | Squadra                 |
| -- | ---- | ---------------- | --------------------------- | ----- | ----------------------- |
| 1  | P    | Colin McDonald   | 15 ottobre 1930 (27 anni)   | -     | Burnley                 |
| 2  | D    | Don Howe         | 12 ottobre 1935 (22 anni)   | -     | West Bromwich Albion    |
| 3  | D    | Tommy Banks      | 10 novembre 1929 (28 anni)  | -     | Bolton Wanderers        |
| 4  | D    | Eddie Clamp      | 14 settembre 1934 (23 anni) | -     | Wolverhampton Wanderers |
| 5  | C    | Billy Wright     | 6 febbraio 1924 (34 anni)   | -     | Wolverhampton Wanderers |
| 6  | C    | Bill Slater      | 29 aprile 1927 (31 anni)    | -     | Wolverhampton Wanderers |
| 7  | A    | Bryan Douglas    | 27 maggio 1934 (24 anni)    | -     | Blackburn Rovers        |
| 8  | A    | Bobby Robson     | 18 febbraio 1933 (25 anni)  | -     | West Bromwich Albion    |
| 9  | A    | Derek Kevan      | 6 marzo 1935 (23 anni)      | -     | West Bromwich Albion    |
| 10 | A    | Johnny Haynes    | 17 ottobre 1934 (23 anni)   | -     | Fulham                  |
| 11 | A    | Tom Finney       | 5 aprile 1922 (36 anni)     | -     | Preston North End       |
| 12 | P    | Eddie Hopkinson  | 29 ottobre 1935 (22 anni)   | -     | Bolton Wanderers        |
| 13 | P    | Alan Hodgkinson* | 16 agosto 1936 (21 anni)    | -     | Sheffield United        |
| 14 | D    | Peter Sillett    | 1º febbraio 1933 (25 anni)  | -     | Chelsea                 |
| 15 | D    | Ronnie Clayton   | 5 agosto 1934 (23 anni)     | -     | Blackburn Rovers        |
| 16 | D    | Maurice Norman   | 8 maggio 1934 (24 anni)     | -     | Tottenham               |
| 17 | A    | Peter Brabrook   | 8 novembre 1937 (20 anni)   | -     | Chelsea                 |
| 18 | A    | Peter Broadbent  | 15 maggio 1933 (25 anni)    | -     | Wolverhampton Wanderers |
| 19 | A    | Bobby Smith      | 22 febbraio 1933 (25 anni)  | -     | Tottenham               |
| 20 | A    | Bobby Charlton   | 11 ottobre 1937 (20 anni)   | -     | Manchester Utd          |
| 21 | A    | Alan A'Court     | 30 settembre 1934 (23 anni) | -     | Liverpool               |
| 22 | A    | Maurice Setters* | 16 dicembre 1936 (21 anni)  | -     | West Bromwich Albion    |

* Secondo alcune fonti, Alan Hodgkinson e Maurice Setters, sebbene inclusi nella lista ufficiale dei 22 convocati, non avrebbero preso parte effettivamente alla trasferta in Svezia.

### Austria
Commissario tecnico: Josef Argauer e Josef Molzer
| N. | Pos. | Giocatore           | Data nascita (età)          | Pres. | Squadra         |
| -- | ---- | ------------------- | --------------------------- | ----- | --------------- |
| 1  | P    | Rudolf Szanwald     | 6 luglio 1931 (26 anni)     | -     | Wiener SC       |
| 2  | D    | Paul Halla          | 10 aprile 1931 (27 anni)    | -     | Rapid Vienna    |
| 3  | D    | Ernst Happel        | 29 novembre 1925 (32 anni)  | -     | Rapid Vienna    |
| 4  | D    | Franz Swoboda       | 15 febbraio 1933 (25 anni)  | -     | Austria Vienna  |
| 5  | D    | Gerhard Hanappi     | 9 luglio 1929 (28 anni)     | -     | Rapid Vienna    |
| 6  | C    | Karl Koller         | 14 agosto 1929 (28 anni)    | -     | First Vienna    |
| 7  | A    | Walter Horak        | 1º giugno 1931 (27 anni)    | -     | Wiener SC       |
| 8  | A    | Paul Kozlicek       | 22 luglio 1937 (20 anni)    | -     | Wacker Vienna   |
| 9  | A    | Hans Buzek          | 22 maggio 1937 (21 anni)    | -     | First Vienna    |
| 10 | A    | Alfred Körner       | 14 febbraio 1926 (32 anni)  | -     | Rapid Vienna    |
| 11 | A    | Helmut Senekowitsch | 22 ottobre 1933 (24 anni)   | -     | Sturm Graz      |
| 12 | P    | Kurt Schmied        | 14 giugno 1926 (31 anni)    | -     | First Vienna    |
| 13 | A    | Walter Schleger     | 19 settembre 1929 (28 anni) | -     | Austria Vienna  |
| 14 | A    | Josef Hamerl        | 22 gennaio 1931 (27 anni)   | -     | Wiener SC       |
| 15 | D    | Walter Kollmann     | 17 giugno 1932 (25 anni)    | -     | Wacker Vienna   |
| 16 | C    | Karl Stotz          | 27 marzo 1927 (31 anni)     | -     | Austria Vienna  |
| 17 | C    | Ernst Kozlicek      | 27 gennaio 1931 (27 anni)   | -     | Wacker Vienna   |
| 18 | D    | Leopold Barschandt  | 12 agosto 1925 (32 anni)    | -     | Wiener SC       |
| 19 | A    | Robert Dienst       | 1º marzo 1928 (30 anni)     | -     | Rapid Vienna    |
| 20 | A    | Herbert Ninaus      | 31 marzo 1937 (21 anni)     | -     | Grazer AK       |
| 21 | C    | Ignaz Puschnik      | 5 febbraio 1934 (24 anni)   | -     | Kapfenberger SV |
| 22 | P    | Bruno Engelmeier    | 5 settembre 1927 (30 anni)  | -     | Semmering       |